# Strontiumniobat
Strontiumniobat ist eine anorganische Verbindung aus der Gruppe der Niobate.

## Herstellung
Strontiumniobat kann durch Reaktion von Niob(V)-oxid mit Strontiumhydroxid in Kaliumhydroxid-Lösung hergestellt werden. Dabei entsteht zunächst ein Tetrahydrat, das bei 390 °C entwässert werden kann. Alternative Synthesen verlaufen über Festphasenreaktionen von Niob(V)-oxid mit Strontiumnitrat oder Strontiumcarbonat.

## Eigenschaften
Strontiumniobat weist unterschiedliche Kristallstrukturen auf. Durch Entwässerung des Tetrahydrats entsteht eine kubische Struktur mit dem Gitterparameter a = 8,50 Å. Daneben sind eine monokline Struktur (a = 11,02 Å; b = 7,73 Å, c = 5,60 Å und β = 90,2 °) sowie eine tetragonale Struktur (a = 12,53 Å, c = 3,88 Å) bekannt. Strontiumniobat-Nanorods eignen sich als Katalysator zur Wasserspaltung.